# Ангел Кармелит
Ангел Кармелит (итал. Angelo, 1185 г., Иерусалим, Иудея — 5.05.1225 г., Ликата, Сицилия, Италия) — святой Римско-католической церкви, монах ордена кармелитов (OCarm), мученик.

## Биография
Ангел родился в Иерусалиме в 1185 году в семье иудеев. Вместе с братом-близнецом он обратился в христианство и удалился на гору Кармил, где принял духовное руководство местных отшельников. В это же время Альберт Авогадро — латинский патриарх Иерусалима — написал Устав ордена кармелитов, что позволило им основывать монастыри по всему миру.
Ангел, возведённый в сан священника в возрасте 25 лет, прошёл по многим местам Палестины, проповедуя и совершая чудеса. Вернувшись на гору Кармил, он долгое время провёл в затворе.
В 1218 году настоятели послали его в Рим, чтобы представить Римскому Папе Устав, утверждённый первым генеральным приором кармелитов — святым Брокардом. После этого Ангел был послан руководством ордена на Сицилию для проповеди против ереси катаров.
В Ликате местный землевладелец — некий Беренгарий, будучи еретиком, жил в блудном сожительстве. Ангел убедил его спутницу покаяться и прекратить блуд. Разгневанный землевладелец ворвался с оружием в церковь Святых Филиппа и Иакова, в то время, когда в ней проповедовал Ангел и нанёс ему смертельные удары саблей. Через четыре дня — 5 мая 1225 года — Ангел Кармелит скончался, прося жителей и верующих Ликаты простить убийцу.
Ангел был похоронен в церкви Святых Филиппа и Иакова, в которой он проповедовал перед смертью. Его могила сразу же стала местом паломничества. В 1662 году его мощи были перенесены в новую церковь, построенную на том же месте после избавления города от чумы (1625 г.) по заступничеству святителя.

## Прославление
Почитание мученика в ордене кармелитов началось сразу после его смерти. Оно было официально установлено в церкви Римским Папой Пием II в 1456 году.
Литургическая память ему отмечается 5 мая.